# Botryobasidium ampullatum
Botryobasidium ampullatum ist eine Ständerpilzart aus der Familie der Traubenbasidienverwandten (Botryobasidiaceae). Sie bildet resupinate, spinnwebartige Fruchtkörper aus, die auf Baumfarnen der Gattung Cibotium wachsen. Das bekannte Verbreitungsgebiet von Botryobasidium ampullatum umfasst ausschließlich Hawaii.

## Merkmale

### Makroskopische Merkmale
Botryobasidium ampullatum besitzt weiße bis cremefarbene, mehlteppichartige und dünne Fruchtkörper, die resupinat (also vollständig anliegend) auf ihrem Substrat wachsen und unter der Lupe leicht flaumartig erscheinen. Der Rand ist scharf begrenzt und offenbar fruchtbar.

### Mikroskopische Merkmale
Wie bei allen Traubenbasidien ist die Hyphenstruktur von Botryobasidium ampullatum monomitisch, besteht also ausschließlich aus generativen Hyphen, die sich rechtwinklig verzweigen. Basalhyphen im eigentlichen Sinne sind nicht vorhanden, die untersten Hyphen sind dickwandig, 2–4,5 µm dick und mit Schnallen versehen. Die bis zu 10 µm dicken hyalinen Hyphen an der Oberfläche der Fruchtschicht sind hyalin und wachsen in Büscheln. Sie sind teils einfach septiert, teils beschnallt. Die zwei- bissporigen Basidien der Art wachsen in Nestern auf Trägerhyphen, werden 8–10 × 5–6 µm groß und sind fast perfekt zylindrisch geformt. Die Sporen sind eng wurst- bis fast halbmondförmig und meist 5–7 × 1–1,5 µm groß. Sie sind hyalin, glatt und dünnwandig.

## Verbreitung
Die bekannte Verbreitung von Botryobasidium ampullatum umfasst lediglich die Typlokalität rund um Hilo auf der hawaiischen Hauptinsel.

## Ökologie
Botryobasidium ampullatum ist ein Saprobiont, der auf alten Blattstielen von Baumfarnen der auf Hawaii endemischen Gattung Cibotium wächst. Bislang wurde er stets auf vulkanischen Schlackenfeldern gefunden.